# Wierzbka Górna
Wierzbka Górna – osada w północno-zachodniej Polsce położona w województwie zachodniopomorskim, w powiecie kołobrzeskim, w gminie Gościno. 
Według danych z 30.06.2014 wieś miała 37 stałych mieszkańców.
Wierzbka Górna współtworzy "Sołectwo Dargocice".